# Lista de ginastas rítmicas olímpicas do Brasil
Eventos de ginástica rítmica são realizados nos Jogos Olímpicos desde 1984. Ginastas rítmicas brasileiras participaram de seis edições dos Jogos Olímpicos de Verão. Ao todo, 24 ginastas já representaram o Brasil em provas individuais e coletivas. As brasileiras ainda não conquistaram nenhuma medalha nas Olimpíadas.

## Ginastas

### Individual
| Ginasta                   | Anos | Ref.  |
| ------------------------- | ---- | ----- |
| Rosana Favila             | 1984 | [ 2 ] |
| Marta Cristina Schonhurst | 1992 | [ 2 ] |
| Natália Gaudio            | 2016 | [ 2 ] |

### Group
| Ginasta               | Anos       | Ref.  |
| --------------------- | ---------- | ----- |
| Camila Ferezin        | 2000       | [ 2 ] |
| Natália Scherer       | 2000       | [ 2 ] |
| Flávia de Faria       | 2000       | [ 2 ] |
| Alessandra Ferezin    | 2000       | [ 2 ] |
| Thalita Nakadomari    | 2000       | [ 2 ] |
| Dayane Camillo        | 2000, 2004 | [ 2 ] |
| Larissa Barata        | 2004       | [ 2 ] |
| Fernanda Cavalieri    | 2004       | [ 2 ] |
| Ana Maria Maciel      | 2004       | [ 2 ] |
| Tayanne Mantovaneli   | 2004, 2008 | [ 2 ] |
| Jennifer Oliveira     | 2004       | [ 2 ] |
| Luana Faro            | 2008       | [ 2 ] |
| Daniela Leite         | 2008       | [ 2 ] |
| Luisa Matsuo          | 2008       | [ 2 ] |
| Marcela Menezes       | 2008       | [ 2 ] |
| Nicole Müller         | 2008       | [ 2 ] |
| Emanuelle Lima        | 2016       | [ 2 ] |
| Francielly Pereira    | 2016       | [ 2 ] |
| Gabrielle da Silva    | 2016       | [ 2 ] |
| Jessica Maier         | 2016       | [ 2 ] |
| Morgana Gmach         | 2016       | [ 2 ] |
| Maria Eduarda Arakaki | 2020       | [ 3 ] |
| Beatriz Linhares      | 2020       | [ 3 ] |
| Déborah Medrado       | 2020       | [ 3 ] |
| Nicole Pircio         | 2020       | [ 3 ] |
| Geovanna Santos       | 2020       | [ 3 ] |